# Chiesa di Sant'Alessandro (Riva del Garda)
La chiesa di Sant'Alessandro è una chiesa sussidiaria nel quartiere di Sant'Alessandro a Riva del Garda, appartenente alla Comunità Alto Garda e Ledro. Risale al XIX secolo.

## Storia
La prima chiesa di Sant'Alessandro venne documentata sin dal 1275, e vi era annesso un eremo.
Nella seconda metà del XVII secolo la struttura fu oggetto di interventi importanti alle coperture del tetto. Nel secolo successivo, su iniziativa del custode dell'eremo, vennero rifatte le grandi vetrate, fu edificata la sagrestia e venne costruito l'altare maggiore.
A partire dal 1856, su proposta della famiglia Lutti, venne edificato un nuovo tempio su un sito diverso. Il progetto venne affidato a Carlo Tonini e i Lutti ottennero il possesso dell'edificio precedente oltre al diritto di un matroneo loro riservato collocato sopra il locale della sacrestia.
Venne elevata a dignità di chiesa parrocchiale nel 1952 e in seguito, quando fu edificata la nuova chiesa dei Santi Pietro e Paolo, nel 1975, divenne sussidiaria di quest'ultima, la nuova parrocchiale.
A partire dal 1996 è stata oggetto di un importante intervento di restauro che ne ha risanato la struttura. Gli impianti sono stati aggiornati, gli interni e gli esterni sono stati ritinteggiati ed è stata rifatta la pavimentazione della sala.

## Descrizione

### Esterni
La chiesa, che ha orientamento verso ovest, si trova nel nucleo storico di Sant'Alessandro. La facciata in stile neoclassico è racchiusa da paraste che reggono il frontone. Al centro la scritta DOM IN HONOREM S. ALEXANDRI 1856 2000. La torre campanaria è posta a nord est, con la base compresa tra l'edificio della chiesa e della sagrestia.

### Interni
L'interno ha una sola navata.